# Вільям Терстон
Пол Вільям Терстон (англ. William Paul Thurston; нар. 30 жовтня 1946) — американський математик, піонер в галузі низькорозмірної топології, нагороджений У 1982 році медаллю Філдса за глибинний й оригінальний внесок у математику, професор математики та інформатики у Корнельському університеті (з 2003 року).

## Математичний внесок

### Шарування
Його ранні роботи, на початку 1970-х років, були в основному присвячені теорії шарування, в яку він зробив вирішальний внесок. Найзначніші його результати:
- Доказ того, що кожна структура Хефлігера на многовиді може бути інтегрована в шарування (з цього випливає, зокрема, що кожен многовид з нульовою характеристикою Ейлера допускає шарування корозмірності один).
- Побудова неперервного сімейства гладких шарувань корозмірності один на 3-сфері, чий Годбійона-Вея інваріант набуває всіх дійсних значень.
- З Джоном Мазером, він довів, що когомологія групи гомеоморфізмів многовиду така ж як в групі з дискретною топологію або компактно-відкритою топологією.

Насправді, Терстон розв'язав настільки багато невирішених проблем в теорії шарування в короткий період часу, що це призвело до свого роду втечі, коли консультанти радили студентам не займатись теорією шарувань тому що Терстон «очистив предмет» (див." Про доведення та прогрес у математиці", особливо розділ 6 ).

### Гіпотези геометризації
Його наступні роботи, починаючи приблизно з кінця 1970-х, показали, що гіперболічна геометрія грає набагато важливішу роль в загальній теорії 3-многовидів, ніж це розумілось раніше. До Терстона, було тільки кілька відомих прикладів гіперболічних 3-многовидів обмеженого об'єму, такий як простір Зейферта-Вебера. Незалежні і різні підходи Роберта Райлі і Троелса Йоргенсена в середині-кінці 1970-х років показали, що такі приклади були менш атиповими, ніж вважалося раніше, зокрема, їх роботи показали, що доповнення вузла вісімки є гіперболічним. Це був перший приклад гіперболічного вузла.
Натхненний цією роботою, Терстон привів інші, більш явні методи демонстрації гіперболічної структури доповнення вузла вісімки. Він показав, що доповнення вузла вісімки може бути розкладене на об'єднання двох регулярних ідеальних гіперболічних тетраедрів, гіперболічні структури яких точно збігаються і дають гіперболічну структуру доповнення вузла вісімки. Використовуючи методи нормальної поверхні Хакена, він класифікував нестисливі поверхні доповнення вузла. Аналізуючи деформації гіперболічних структур, він прийшов до висновку, що всі, крім 10 операцій Дена на вузлі вісімки зводяться до незвідних 3-многовидів, не Хакена не Зейферта 3-многовидів. Це були перші такі приклади, раніше вважалось, що за винятком деяких просторів волокон Зейферта, всі незвідні 3-многовиди були многовидами Хакена. Ці приклади були насправді гіперболічними і спонукали його до наступних революційних теорем.
Терстон довів, що насправді більшість заповнень Дена загострених гіперболічних 3-многовидів зводяться до гіперболічних 3-многовидів. Це його знаменита теорема про гіперболічну операцію Дена.
Для повноти картини, Терстон довів теорему геометризації для Хакена многовидів. Особливо важливим наслідком є те, що багато вузлів і зв'язків насправді є гіперболічними. Разом з його теоремою про гіперболічну операцію Дена, це показало, що існує безліч замкнутих гіперболічних 3-многовидів.
Теорема про геометризацію називається Монструозною теоремою Терстона, через довжину і складність доведення. Повне доведення не було написано майже 20 років по тому. Доведення містить у собі низку глибоких і оригінальних ідей, які зв'язують багато явно непорівнянних предметів з 3-многовидами.
Наступним кроком Терстона було формулювання гіпотези геометризації. Вона дала гіпотетичну картину 3-многовидів, в якій вказувалося, що всі 3-многовиди допускають певний вид геометричного розкладання, який включає вісім геометрій, які тепер називаються геометріями моделі Терстона. Гіперболічна геометрія є найпоширенішою геометрією в цій картині, а також найскладнішою. Доказ гіпотези випливає з недавньої роботи Г. Перельмана (2002—2003).

### Орбіфолдна теорема
У своїй роботі про гіперболічну операцію Дена, Терстон показав природне виникнення орбіфолдних структур. Такі структури були вивчені до Терстона, але його робота принесла їм популярність. У 1981 році він сформулював теорему орбіфолда, розширення його теореми геометризації для множини 3-орбіфолдів. Дві команди математиків приблизно в 2000 році, нарешті, закінчили свої зусилля, щоб записати повний доказ, побудований головним чином на лекціях Терстона, які він прочитав на початку 1980-х у Принстоні. Його оригінальний доказ спирається частково на працю Річарда Гамільтона про потік Річчі.

## Освіта та кар'єра
Він народився в Вашингтоні і отримав ступінь бакалавра в Нью-Коледж (нині Нью-Коледж Флорида) в 1967 році. Для своєї дипломної роботи він розробив інтуїтивістські основи топології. Після цього він отримав докторський ступінь з математики в університеті Каліфорнії (Берклі), в 1972 році. Керівником його докторської дисертації був Моріс Хірш, його дисертація називалась Шарування 3-многовидів, які є зв'язками кіл (Foliations of Three-Manifolds which are Circle Bundles).
Після захисту кандидатської роботи, він провів рік в інституті перспективних досліджень, потім ще рік у MIT помічником професора. У 1974 році він був призначений професором математики в Принстонський університет. У 1991 році він повернувся до університету Каліфорнії (Берклі), як професор математики, а в 1993 став директором Науково-дослідного інституту математичних наук. У 1996 році він переїхав в університет Каліфорнії в Девісі. У 2003 році він знову став професором математики в Корнельському університеті.
Його учнями є Річард Канарі, Рено Дрейер, Девід Габай, Вільям Голдмен, Бенсон Фарб, Детлеф Гардорп, Крейг Ходжсон, Річард Кеньон, Стівен Керкхофф, Роберт Мейергоф, Яїр Мінські, Лі Мошер, Ігор Рівін, Одед Шрамм, Річард Шварц, Мартін Бріджмен і Джеффрі Уїкс. Його син, Ділан Терстон, є професором математики в Барнард коледжі.
Терстон звернув свою увагу в останні роки на математичну освіту та пропаганду математики серед широкої громадськості. Він працював математичним редактором в Quantum Magazine, молодіжному науковому журналі, і як голова Центру Геометрії. Як директор Науково-дослідного інституту математичних наук з 1992 по 1997 року він ініціював низку програм, спрямованих на підвищення обізнаності про математику серед громадськості.
У 2005 році Терстон виграв першу книжкову премію AMS, за Тривимірну геометрію і топологію. Премія визнає видатну науково-дослідну книгу, яка зробила плідний внесок в наукову літературу 
Терстон має Число Ердеша 2.

## Праці російською мовою
- Терстон У. Трехмерная геометрия и топология. Перев. с англ. /С.Леви, ред.-М.: МЦНМО, 2001.-312 с.